# 夏季屏

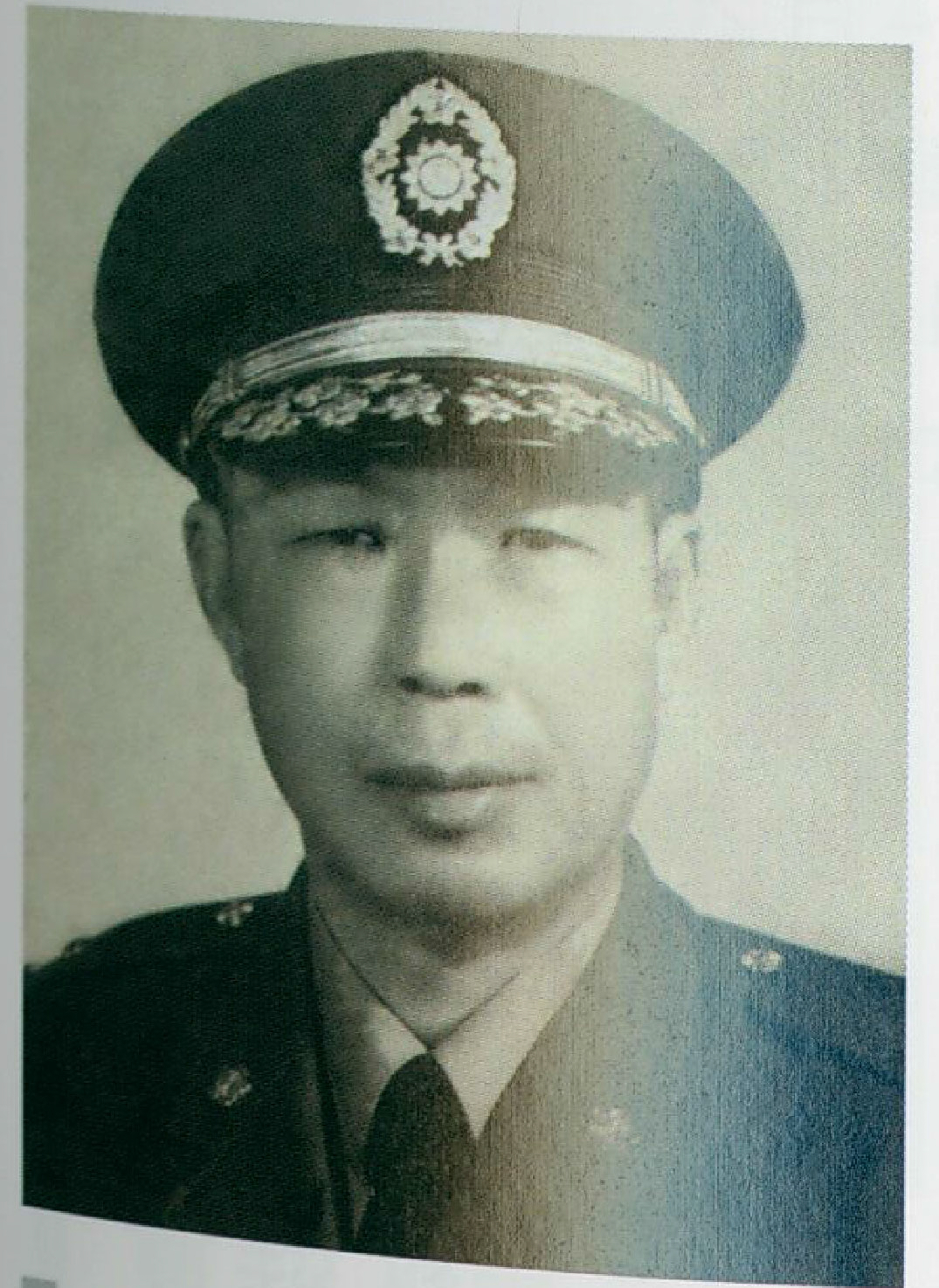
夏季屏

夏季屏（1908年—1977年11月30日），江蘇武進人，中华民国军事将领。

## 生平
1924年，毕业于常州中学。同年冬，考入黄埔军校第三期，由陈继承介绍加入中国国民党。1926年1月黄埔军校第三期步兵科毕业，历任第一师排、连、营长，参加龙潭、徐州、运河诸战役，右臂重伤。不久升任团长，参加淞沪战役，随后抵达江西、皖西、鄂北、陇南、川北等地追击中国工农红军。抗日战争期期间，担任第五六五旅旅长、第二十四师师长及第二十九军副军长，先后参加兰封战役、洛阳会战与反攻金城江、柳州、桂林等战役。抗日战争胜利后，任杭州师管区司令。
1949年去台湾。随后奉派至大陈岛，任江浙反共救国军海上突击总队司令。1955年，出任反共救国军第一总队少将总队长。1957年，升任反共救国军指挥部中将指挥官。1958年，在金门八二三炮战期间，奉命率领反共救国军第一总队，以机帆船自澎湖至金门的运补任务。1960年，出任澎湖防卫司令部副司令官。1961年12月，战地政务委员会筹备处成立，调兼该处副主任。1963年，任台湾警备总部副总司令。1964年，任国家安全局局长。1967年，升任中华民国国防部常务次长。1970年，任战地政务委员会副主任委员，直至1972年7月该委员会奉命撤销止。1977年11月30日，在台北去世。